# Crithagra rufobrunnea
Il canarino di Príncipe (Crithagra rufobrunnea (Gray, 1862)) è un uccello passeriforme della famiglia dei Fringillidi.

## Etimologia
Il nome scientifico della specie, rufobrunnea, deriva dall'unione delle parole latine rufus ("rossiccio") e brunneus ("bruno"), in riferimento alla livrea di questi uccelli.

## Descrizione

### Dimensioni
Misura 11-12,5 cm di lunghezza, per un peso di 21-35 g.

### Aspetto
Si tratta di uccelletti minuti e robusti, muniti di coda rettangolare, testa arrotondata e becco conico e robusto.
Il piumaggio, come intuibile dal nome scientifico, è bruno-rossiccio scuro su testa, dorso, ali e coda, mentre sopracciglia, gola, petto e ventre sono di color nocciola: fra gola e petto è presente una sorta di sottile collare più chiaro. Il dimorfismo sessuale è appena accennato e non sempre chiaramente individuabile, coi maschi dalla colorazione più vivida rispetto alle femmine. In ambedue i sessi il becco è nero, gli occhi sono di colore bruno scuro e le zampe sono di colore carnicino-nerastro.

## Biologia
Si tratta di uccelletti dalle abitudini diurne, che si muovono da soli, in coppie o al più in piccoli gruppi familiari, i quali passano la maggior parte della giornata in movimento alla ricerca di cibo fra i rami.

### Alimentazione
La dieta del canarino di Príncipe si basa essenzialmente su semi, germogli, foglie (soprattutto di Musanga), bacche e frutti (Cestrum laevigatum e cecropia su tutti) e sporadicamente anche insetti ed altri piccoli invertebrati.

### Riproduzione
Questi uccelli possono riprodursi durante tutto l'anno, con picchi delle nidificazioni in marzo, fra maggio e agosto e fra ottobre e gennaio: si tratta di uccelli rigidamente monogami, coi maschi che si esibiscono spesso in canti prolungati per corteggiare le femmine (che vengono in seguito seguite incessantemente con penne arruffate, coda e testa alzate, ali abbassate e becco semiaperto) ed avvertire eventuali rivali di tenersi alla larga.
Il nido, a forma di coppa, viene costruito alla biforcazione di un ramo con fibre vegetali e foderando l'interno con lanugine: la sua costruzione è a carico della sola femmina, che si occupa anche di covare le 3-6 uova, col maschio che staziona nei pressi del nido cantando a squarciagola ed occupandosi di reperire il cibo per sé e per la compagna. I pulli, ciechi ed implumi alla schiusa, vengono imbeccati e accuditi da ambedue i partner, che li nutrono con semi ed insetti rigurgitati: attorno alle tre settimane di vita, essi sono pronti per l'involo e virtualmente indipendenti, sebbene continuino a stazionare nei pressi del nido (chiedendo, sebbene sempre più sporadicamente, l'imbeccata ai genitori) ancora per qualche giorno prima di disperdersi.

## Distribuzione e habitat
A dispetto del nome comune, il canarino di Príncipe si trova sì sull'isola di Príncipe, ma non è endemico della stessa, ma vive anche sulla vicina São Tomé.
L'habitat di questi uccelli è rappresentato dalle aree boschive e di foresta, con presenza fonti di acqua dolce permanente, anche in prossimità di insediamenti umani (coltivazioni, parchi e giardini suburbani).

## Sistematica
Se ne riconoscono tre sottospecie:
- Crithagra rufobrunnea rufobrunnea (Gray, 1862) - la sottospecie nominale, endemica di Príncipe;
- Crithagra rufobrunnea fradei (de Naurois, 1975) - endemica dell'Ilhéu Caroço;
- Crithagra rufobrunnea thomensis (Bocage, 1888) - endemica di São Tomé;

Recentemente si è scoperto che la sottospecie thomensis sembrerebbe geneticamente più affine al frosone di São Tomé di quanto non lo sia con le rimanenti due, tuttavia mancano studi più approfonditi.
In passato questi uccelli venivano ascritti al genere Serinus col nome di S. rufobrunneus, tuttavia con l'accertamento della polifilia del genere esso (assieme a gran parte dei canarini africani) è stato spostato in Crithagra.